# Współczynnik ściśliwości gazu
Współczynnik ściśliwości gazu – bezwymiarowy parametr fizyczny wyrażający odchyłkę właściwości gazu rzeczywistego od gazu doskonałego.
W literaturze współczynnik ściśliwości gazu oznaczony jest standardowo symbolem {\displaystyle Z.} Przyjęta z literatury anglojęzycznej nazwa współczynnik ściśliwości jest dość myląca i nie ma ona nic wspólnego ze ściśliwością gazu, ani z modułem wszechstronnego ściskania dla gazu oznaczanym zwykle symbolem c i zdefiniowanym jako
{\displaystyle c\;{\stackrel {\mathrm {df} }{=}}\;-\,{\frac {1}{V}}\,\left({\frac {\partial V}{\partial P}}\right)_{T=\mathrm {const} }.}

## Definicja
Dla gazu jednoskładnikowego o masie cząsteczkowej {\displaystyle M,} ciśnieniu {\displaystyle P,} temperaturze {\displaystyle T,} i gęstości {\displaystyle \varrho } współczynnik ściśliwości gazu zdefiniowany jest w sposób:
{\displaystyle Z\;{\stackrel {\mathrm {df} }{=}}\;{\frac {PM}{\varrho R\,T}},}
gdzie {\displaystyle R} jest uniwersalną stała gazową.

## Pochodzenie pojęcia
Współczynnik ściśliwości gazu {\displaystyle Z} zawarty jest w technicznym równaniu stanu gazu rzeczywistego, które zapisać można w jednej z alternatywnych postaci:
{\displaystyle PV\;=\;nZRT}
lub
{\displaystyle PM\;=\;\varrho ZRT}
gdzie {\displaystyle V} jest objętością gazu, a {\displaystyle n} jest ilością moli tego gazu.
Przyjmuje się, że zarówno ciśnienie {\displaystyle P,} jak i temperatura {\displaystyle T} gazu znajdują się powyżej ciśnienia i temperatury skraplania.
Współczynnik ściśliwości gazu {\displaystyle Z} wyraża odchyłkę zachowania się gazu rzeczywistego od własności gazu doskonałego. Dla gazu doskonałego wartość tego współczynnika jest z definicji równa jedności i wpisane powyżej równania stanu przechodzą w równanie stanu gazu doskonałego:
{\displaystyle PV\;=\;nRT}
lub
{\displaystyle PM\;=\;\varrho RT}
Istnienie różnego od jedności współczynnika ściśliwości gazu rzeczywistego ujawnia się np. w postaci efektu Joule’a-Thomsona polegającego na spadku temperatury gazu rozprężającego się do obszaru o znacznie niższym ciśnieniu. Efekt ten (wyraźnie widoczny podczas spuszczania powietrza z dętki rowerowej) posiada istotne znaczenie dla technologii uzyskiwania niskich temperatur.

## Własności
Współczynnik ściśliwości gazu {\displaystyle Z} jest liczbą rzeczywistą dodatnią. Dla każdego z gazów jest on indywidualną funkcją ciśnienia {\displaystyle P} i temperatury {\displaystyle T,} przy czym w zależności od tych parametrów funkcja ta przybierać może wartości większe lub mniejsze od jedności; mamy więc w ogólności {\displaystyle Z\;=Z(P,T).}
Jednak gdy zamiast ciśnienia {\displaystyle P} i temperatury {\displaystyle T} jako argumentów użyjemy pseudozredukowanego ciśnienia {\displaystyle P_{r}} (tj. stosunku ciśnienia rzeczywistego {\displaystyle P} do ciśnienia krytycznego {\displaystyle P_{c}}) i pseudozredukowanej temperatury {\displaystyle T_{r}} (tj. stosunku temperatury rzeczywistej {\displaystyle T} do temperatury krytycznej {\displaystyle T_{c}}), wówczas funkcja {\displaystyle Z(P_{r},T_{r})} przyjmuje postać uniwersalną, adekwatną dla bardzo szerokiej klasy gazów rzeczywistych. Postać tę szczegółowo przedstawia wykres Katza; istnieją też jego aproksymacje przyjmujące formę dogodną do zaprogramowania na komputerze.
Z inżynierskiego punktu widzenia bardzo istotną własnością praktyczną funkcji {\displaystyle Z(P_{r},T_{r})} jest jej uniwersalność. Można ją stosować zarówno do gazów jednoskładnikowych, jak i do mieszanin gazowych, z którymi najczęściej stykają się inżynierowie w praktyce przemysłowej. W przypadku mieszanin gazowych należy
być świadomym, że funkcja {\displaystyle Z(P_{r},T_{r})} ma zastosowanie wtedy, gdy aktualne wartości ciśnienia {\displaystyle P} i temperatury {\displaystyle T} gazu wieloskładnikowego znajdują się poza obszarem dwufazowym ciecz-para, co odpowiada temperaturom powyżej tzw. linii rosy.

## Zastosowania
Współczynnik ściśliwości gazu {\displaystyle Z} należy stosować wszędzie tam, gdzie mamy do czynienia z wysokimi ciśnieniami i/lub temperaturami. Jego pominięcie prowadzić może do błędów rzędu nawet 400%, co jest wielkością nie do przyjęcia w rzetelnych obliczeniach praktycznych. Dotyczy to zwłaszcza obliczeń inżynierskich, przy których różna od jedności wartość współczynnika {\displaystyle Z} posiada istotne znaczenie.
Współczynnik ściśliwości gazu {\displaystyle Z} stosowany jest powszechnie w obliczeniach z zakresu hydrodynamiki podziemnej i inżynierii złożowej dotyczących eksploatacji podziemnych złóż gazu ziemnego.